# Won sud-coreean
Won-ul sud-coreean (cod ISO 4217: KRW) este unitatea monetară oficială a Coreei de Sud. Un won este împărțit în 100 de jeoni. A fost introdus în 1945, după înlăturarea stăpânirii nipone și după terminarea Celui de-al doilea război mondial.
Această valută își are originea în vechiul won coreean (1902-1910 d.C.). Termenul „won" a fost împrumutat din yuan-ul chinezesc și yen-ul nipon, ce la rândul lor au derivat din piaștrii spanioli. Se scrie folosind simbolul hanja: 圓 (hangul: 원 – uon), adică „rotund", ce se referă la forma monezii de argint spaniolă.  